# 緑の革命
緑の革命（みどりのかくめい、Green Revolution）とは、1940年代から1960年代にかけて、高収量品種の導入や化学肥料の大量投入などにより穀物の生産性が向上し、穀物の大量増産を達成したことである。農業革命の1つとされる場合もある。
ロックフェラー財団は、1944年結成のノーマン・ボーローグらの研究グループ（1963年に国際トウモロコシ・コムギ改良センターに改組）と1960年設立の国際稲研究所に資金を提供し、緑の革命を主導した。

## 概要
在来品種は、一定以上の肥料を投入すると収量が絶対的に低下する。それは在来品種の場合、倒伏が起こりやすいために肥料の増投が収量の増加に結びつかないからである。そこで、導入された主な高収量品種(High Yield Varieties: HYVs)として、メキシコ・メキシコシティ郊外でアメリカ合衆国の農学者・ボーローグらによって開発されたメキシコ系短稈コムギ品種群や、フィリピン・マニラ郊外の国際稲研究所(IRRI)で開発されたイネ品種のIR8などが挙げられる。これらの短稈品種は、植物体全体の背が低くなるが穂の長さへの影響が少ない性質（半矮性）を導入したものである。半矮性の導入によって作物が倒伏しにくくなり、施肥に応じた収量の増加と気候条件に左右されにくい安定生産が実現した。なお、高収量品種を近代品種と近年では言い換えられている。かつては、高収量品種と呼ばれたが、生産環境に関わりなく常に高収量を実現できるわけではないためである。
緑の革命に寄与した他の要因として、灌漑設備の整備・病害虫の防除技術の向上・農作業の機械化が挙げられる。『緑の革命』"Green revolution"という用語は、1968年に米国国際開発庁のWilliam Gaudによって造語されたものである。また、緑の革命が広がる中で、前述のロックフェラー財団のほかに、フォード財団や各途上国の政府も緑の革命に関与することとなった。
「緑の革命」によって1960年代中ごろまでは危惧されていたアジアの食糧危機は回避されただけでなく、需要増加を上回る供給の増加によって食糧の安全保障は確保され、穀物価格の長期的な低落傾向によって都市の労働者を中心とする消費者は大いに恩恵を受けた。特に消費支出に占める食糧費の割合が高い貧困層には、顕著であった。
また、穀物価格の低下は、森林伐採による耕地の拡大へのインセンティブを弱め、環境保全にも大きな貢献をしたという解釈もある。
CIMMYTで多収性品種の開発に努め緑の革命に大きく貢献したボーローグは、歴史上のどの人物よりも多くの命を救った人物として認められ、1970年にノーベル平和賞を受賞している。

## 経過

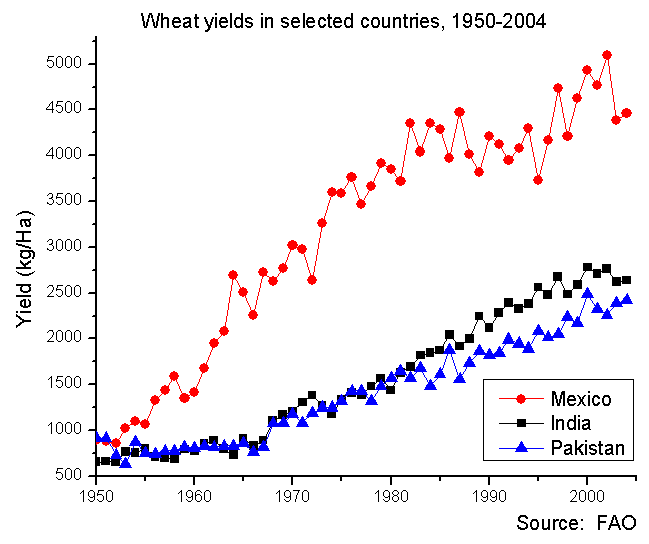
メキシコ・インド・パキスタンのコムギ平均収量の推移（1950-2004年）

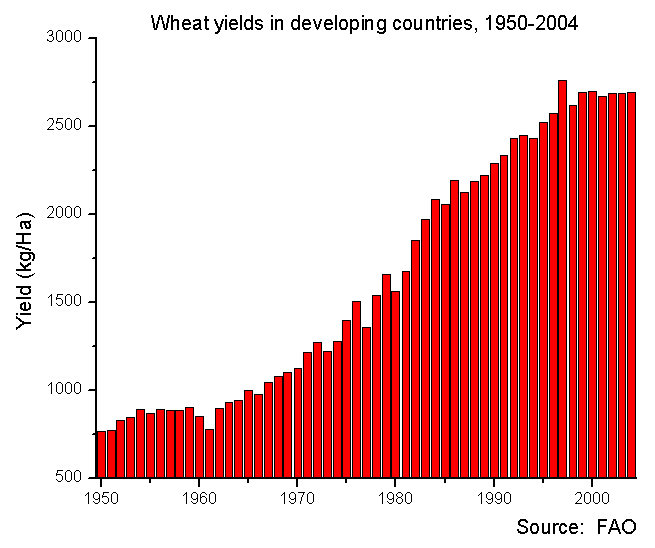
開発途上国のコムギ平均収量の推移（1950-2004年）

東南アジアに限れば、1950年と比較すると、コメの生産量は約4.5倍にまで増大した。その間、収穫面積は約1.8倍になったが、収量は2.5倍に増加した。つまり、収量の増大がコメの増産の原動力であった。南アジアにおいては、東南アジアと比較すると耕作可能な土地が少なく、水田の生産環境も劣っている。さらに、フィリピンを中心にして開発された品種を、南アジアの生産環境に適合させる為に長い時間を要した。これらの事情により、南アジアにおける収穫面積の増大は東南アジアより緩やかで、収量の増大についても東南アジアのものに劣っている。結果としてコメの生産量の伸びにおいても、南アジアは緩慢であった。しかし、南アジアにおいては、1980年代における収量の加速的増大があった。これは、南アジアにおいては東南アジアに数年遅れて「緑の革命」が本格的に普及したことを表している。遅れて緑の革命が開始されたベトナム、バングラデシュ、インドでは、1990年代に入っても収量が増大し続けている。

### メキシコ
メキシコは1943年にはコムギ需要の約半分を輸入していた。緑の革命が進んだ1956年には、コムギの自給自足を達成した。さらに1964年には、50万トンのコムギ輸出ができるようになった。1944年からのボーローグの研究グループは前記の成功を受けて、1959年に非公式な国際研究機関となり、さらに1963年には正式に国際トウモロコシ・コムギ改良センター(CIMMYT)となった。

### フィリピン
フィリピンでは1960年に国際稲研究所(IRRI)が設立され、コムギと同様の研究をイネについて開始した。1966年にはIR8が育成され普及に移された。当時はフェルディナンド・マルコス大統領が政権を握っており、マサガナ99計画が実施された。IR8は肥料と農薬を使用しなければならなかったが、伝統的な品種よりかなり高い収量を示した。フィリピンの年間米生産量は普及開始後の20年間に370万トンから770万トンへ増加した。
IR8への切り替えは、フィリピンを1970年に初めて米の輸出国に変えたが、1971年には病害虫の発生もあって、再び輸入国となった。それでも、結果として1978年には、米自給を達成している。IR8の導入は、農薬の大量使用に繋がり、水田の生物種の減少を招くこととなった。そこで、病害虫に強いIR36などが開発されて、広く普及した。

### インド
ロックフェラー財団は、メキシコでの成功経験を元に、それらの技術・品種を他の国に広めようとした。
1961年インドは大飢饉に瀕した。インド農業大臣のアドバイザーであったスワミナサンによって、ボーローグがインドへ招待された。インドの穀物独占体によって強要される官僚的なハードルにもかかわらず、フォード財団とインド政府はコムギの種子をCIMMYTから導入するために共同して動いた。パンジャブ地方は、給水に信頼があり農業の成功に歴史があるため、インド政府によって最初の実験地として選ばれた。インドは、植物育種・灌漑設備の整備・農薬のための融資を含むインド自身の緑の革命計画を開始した。
インドはイネに関しては即座にIR8を採用した。1968年に、インドの農学者S.K. De Dattaは、IR8の収量が無肥料栽培では約5 t/ha、最適条件下では約10 t/haであると記述した。IR8はアジア全体で成功を収め、「奇跡のイネ」と呼ばれた。インドの米の収量は、1960年代は約2 t/haであったが、1990年代中期には6 t/haまで向上した。生産コストについては、1970年代は1トン当たり550米ドル、2001年には1トン当たり200米ドル未満となっている。インドは緑の革命によって世界で最も成功した米生産国の一つであり、2006年には約450万トンを輸出する現在主要な米輸出国になっている。インドの飢饉は、一度は回避不能と考えられたが、緑の革命を導入して以降、再来していない。

### 国際農業研究協議グループ
1970年に継続的な事務局を持つ世界的な農業研究センターの設立が提案された。世界銀行はこれを支持し、さらに発展させた。1971年5月19日、世界銀行と国際連合食糧農業機関・国際連合開発計画を共同後援者として、国際農業研究協議グループ(CGIAR)が設立された。その後、CGIARは多くの国際農業研究センターを設置し、2008年時点で15の研究センターを傘下に持っている。
CGIARは緑の革命の方法論的批判に少なくとも一部は対応した。その批判は1980年代に提起され、緑の革命方式を押し付ける組織の圧力への反発として起きたものである。農業生態系分析および農法の研究が、農業の更なる全体論的視点を与えるものとして採用されるようになっている。

### アフリカ
メキシコおよびインドで成功したプロジェクトの計画を、アフリカに導入しようとする試みが数多く行われてきた。さまざまな理由から、それらの計画の多くは成功に至っていない。指摘されている理由には、広範囲な汚職・政情不安・社会基盤の欠如・政府側の意志の欠如が含まれる。その上、たとえば灌漑用水の利用可能性・地域内の標高や土壌の質のばらつきなどの環境要因がアフリカにおける緑の革命の普及を妨げている。
2000年代に入って、アフリカ稲センターが主導するイネ品種群ネリカの農民参加型の品種選択法（PVS, Farmer's participatory varietal selection）を通じて、米の増産の成果が得られている。

## 農業生産と食糧安全保障

### テクノロジー
緑の革命に含まれるプロジェクトは、すでに存在していたが先進工業国以外ではほとんど利用されていなかったテクノロジーを発展途上国に広めた。これらのテクノロジーは、農薬・灌漑事業・合成窒素肥料・その時に利用できる従来の科学に基づいた（つまり狭義のバイオテクノロジーを使っていない）育種法で開発された改良品種を含む。

緑の革命での新技術の開発は、「奇跡の種子」と称された物の生産であった。

1966年に公開された、半矮性イネ品種IR8の育種過程は次の通りである。1962年に半矮性の低脚烏尖と、草丈の高いPetaを人工授粉によって交配し、130粒のF1種子が得られた。F1植物体の草丈は、全て高かった。これ以降の世代は、人工授粉を行わずに育種された。F1植物体から、約10,000粒のF2種子が得られた。F2植物体の約1⁄4が半矮性であり、それらだけが残され、草丈の高いものは廃棄された。
半矮性植物体の分離比より、半矮性は一遺伝子支配の劣性形質であることが分かった。この時点で、劣性ホモ接合として半矮性形質は固定されたが、他の形質は固定されていなかった。そこで、更に自家受粉によると考えられる後代をとって、他の形質も固定する作業が行われた。
F2植物体から得られた多数のF3種子由来の、多数のF3植物体から優良な298系統が選抜された。この298系統から、それぞれF4種子が得られた。F4植物体の中から第288系統の3番目の植物体IR8-288-3が選抜され、そこからF5種子が得られた。このF5植物体が、単にIR8とよばれる品種のもととなった。
この育種過程を通じて、IR8で様々な形質が固定された。

### 緑の革命とF1品種
イネやコムギの近代品種はF1品種であるという誤解が一部にあるが、トウモロコシとは異なり、イネやコムギの近代品種にはF1品種はほとんど存在しない。トウモロコシのように雄花と雌花が分かれている作物と異なり、イネやコムギのように両性花で自殖性の強く、かつ、種子が利用される作物の場合では、F1品種の種子を大量に供給するためには、雄性不稔(male sterility)系統、雄性不稔系統の維持系統(maintainer)、雄性不稔形質からの稔性回復系統(restorer)の品種が必要とされる。
これらの系統では、ほぼ全ての個々の遺伝子座が高度にホモ接合している、つまり高度に純化され、形質が固定化されている必要がある。一方、高収量、病害虫耐性を付与するために交配し、それらの形質を固定する育種過程にある系統（つまり、まだヘテロ接合の遺伝子座が多い状態）に、雄性不稔形質や稔性回復形質を個々に付与する意味がないからである。
また、もし、イネやコムギがF1品種であったとすると、半矮性形質は劣性ホモ接合でしか発現しないため、種子親も花粉親双方とも半矮性でなくてはならない。つまり、イネの半矮性品種・低脚烏尖や、コムギの半矮性品種小麦農林10号が、イネとコムギに半矮性形質を導入するために用いられたが、これらの品種と半矮性ではない、他のイネやコムギの品種との間のF1世代では、半矮性は現れない。前述のイネのIR8の育種過程のように、これらのF1世代を用いて自家受粉や戻し交配を繰り返し行い、それらによって形質が固定された後代から、選抜されたものが近代品種となっている。

### 特徴的形質
在来品種の多くは、雑草などの競合に強く、肥料が乏しい環境下でもある程度の生育を示す生育期間が長く、草丈の長いものであった。しかし、施肥、除草などの栽培管理技術が進歩すると共に、更に多肥下で生産性が高まるように肥料に対する反応性が高く、栽培管理の労力が少なくて済む生育期間の短い品種が求められた。そこで、農学者たちがトウモロコシ・コムギ・イネで作り上げた系統は、「高収量品種群」(HYVs)と呼ばれる。それらの品種群は以下の形質を持っている。
耐肥性
在来品種と比べて高収量品種群は窒素吸収能力が増加している。
半矮性
草丈の高い穀類は収穫前のモンスーンや台風で倒伏する被害が多発するので、高収量品種群のゲノムの中に、風雨でも倒れにくい半矮性遺伝子が導入されている。コムギの緑の革命の品種開発には、日本の半矮性品種小麦農林10号が用いられた。IRRIで開発され初めて広域に普及したイネの高収量品種IR8は、インドネシア品種ペタ(Peta)と台湾在来品種・低脚烏尖（ていきゃくうせん, Dee-Geo-Woo-Gen）の交配から育成された。分子遺伝学(en:Molecular genetics)の発展につれ、矮性に対応する突然変異遺伝子が、ジベレリンの生合成系や情報伝達に関わる遺伝子と同定され、クローニングされている。その例としては、アラビドプシスの遺伝子(GA 20-oxidaseの遺伝子GA5の劣性変異ga5, ga1, ga1-3)、コムギのRht遺伝子、イネ低脚烏尖のsd1遺伝子 がある。それらの突然変異遺伝子をホモ接合で持つことによって稈の成長は、矮性表現型になるように著しく短縮される。丈の低い植物体は物理的には本質的により安定であり、茎へ供給される光合成産物量が劇的に減らされる。同化産物は穀粒生産に向け直されるようになり、商業的な収穫のための化学肥料の効果が特に増加する。
穂重と穂数
イネの多収に関しては、穂重が重くて多げつ性で穂数が多いことが重視されて育種された。
草型
受光量を増やすために直立葉であることが重視された。直立葉は、特に多肥密植などにおいて、個体群内への光の投入を大きくするために個体群光合成能力を増大させる。
花芽分化の非感光性
花芽分化に関して日長不感受性であることによって生育期間の短縮できることも重要であるため、これらの形質も考慮された。その結果、大半のイネの在来品種と異なり、イネの近代品種は出穂に関して非感光性であり、早生である。かつて、アジアモンスーン地帯では、6-11月頃の雨期に長い生育期間(160-200日)をかけてイネを栽培していた。この場合の在来品種や野生型イネは、9月になって日長が12時間以下になってから花芽が分化してくるという感光性(光周性)が強い短日植物である。しかし、生育期間の長い品種は多肥条件下では栄養成長しすぎて倒伏してしまう。さらに、灌漑されている地域では、乾期の方が収量が多い。そこで、感光性が低く、生育期間が短くなるように育種がすすめられた。そのため、雨期作だけでなく、整備された灌漑施設と近代品種を用いれば乾期作も可能となり、また一部の地域では三期作も行える。
これらの形質の結果、高収量品種群は適切な灌水・農薬・肥料が施されるとき、伝統品種よりかなり多収となる。もしそれらの投与がなければ、伝統品種の方が多収となることもありえる。

### 品種の分類と特徴
近代品種は単一の品種を指すのではなく、長期間にわたって開発され続けてきた品種群である。イネに関しては、IRRIの理事長(2004-2007年)を務めた農業経済学者の大塚啓二郎らによると、近代品種は第一世代、第二世代、第三世代に大別される。その分類に従うと、
第一世代
1960年代後半に開発されたのが、第一世代の近代品種Iである。このタイプの品種は病害虫が無く、灌漑設備が整っているような生産環境では驚異的な収量を発揮する。そのため、第一世代の代表的な品種であるIR8は、Miracle Rice と呼ばれた。潜在的な収量性に関しては、第一世代とそれ以後の世代の品種間で大きな差はない。しかし、第一世代の近代品種は病虫害に弱く、環境不良地帯ではとりわけ収量性が低いという欠陥がある。
第二世代
近代品種Iは急激に普及地域を拡大したが、病虫害による深刻な被害が続出した。そこで、近代品種に病虫害抵抗性を付与する研究が1970 年代初期に盛んになった。1976年に開発された病虫害抵抗品種IR36にその成果があらわれた。その後の近代品種は、病虫害抵抗性を備えた品種である。このために、IR36を始めとする第二世代の近代品種IIの開発は、収量を増大させただけでなく、収量の安定によって農家の所得安定化に寄与した。なお、近代品種IIの開発には、近代品種Iが高収量性を実現するための交配親として用いられている。
第三世代
各国の各地域の多様な生産環境の相違を考慮して、各国の試験研究機関が中心となって開発を行ったのが近代品種IIIである。このタイプの品種は、普及地域が限定されたものが多い。また近代品種IIIの中には、食味を改善した品種も含まれる。なお、近代品種IIIの開発には、近代品種IIが交配種として用いられている。
となる。

### 生産量増加とその主因
1961年から1985年の間に開発途上国における穀物生産量は少なくとも2倍以上になっている。イネ・トウモロコシ・コムギの収量は、その期間に着実に増加した。アジアの米の場合、生産増加は灌漑・肥料・種子の開発におおよそ等しく起因していると考える人もいる。一方、収量の増加の主因は高収穫品種の普及とそれに伴う肥料の増投であり、灌漑面積の増大は従であると考えるものもいる。
なお、フィリピンとインドネシアのように早い時期から近代品種を導入した国では、1980年代中期以降は収量が目立って増加していない。これは最近の近代品種IIIが近代品種Iや近代品種IIと比較して、収量性において大きな優位性を持たないことをあらわしている。遅れて緑の革命が開始されたベトナムや南アジアでは、1990年代でも収量が増大し続けているが、フィリピンとインドネシアと同様に緑の革命の潜在力が使い尽くされ、収量の停滞傾向が始まると考えられる。そのため、別の機構による生産性の向上の研究が進められている。
緑の革命の結果として農業生産物が増加する間に、プロセスに入力されるエネルギー（つまり穀物生産に消費されるエネルギー）もまた更に大きな比率で…生産される穀物と投入されるエネルギーの比が時間が経つほど減少するように…増加してきた。緑の革命の技術もまた化学肥料・農薬(除草剤を含む)に大変依存している。それらの中には化石燃料から開発されなければならないものがあり、農業を更に石油製品に依存させるようにしている。石油ピーク説の支持者たちは、将来の石油・ガス生産の減少が食糧生産の低下や、更にはマルサス学派のいう破局にまで繋がるのを恐れている。

### 食糧安全保障に対する影響
世界的な食糧安全保障に対する緑の革命の影響は、食物供給体系に関係する複雑さのため理解が困難である。
世界人口は緑の革命が始まった時(1960年代)から2000年代までに30億人以上も増大したが、もしも緑の革命がなければ飢餓と栄養失調が実際以上に引き起こされていたであろう。インドの年間小麦生産高は、1960年代の1000万トンから2006年に7300万トンまで引き上げられた。発展途上国では、緑の革命以前に比べると1日当たりのカロリー消費量が一人につき25%増加している。1950年から1984年の間に緑の革命が世界中の農業を変革したので世界穀物生産は250%に増加した。

## 緑の革命の功罪、批判と反論
緑の革命は確かに産業としての農業の大増産を達成したが、一方でそれは化学肥料や農薬といった化学工業製品の投入なしには維持できなくなり、持続可能性が問われている。また、1970年代に入った頃から一部では生産量増加が緩やかになったり、病虫害や塩類集積によって逆に生産量を減らす例が出てきた。
東南アジアの稲作地帯では、多収量の短稈品種が導入されることで、それまで農村で様々な生活必需品の重要な素材であった稲藁が使用に適さなくなったため、農民は代替としてプラスチックなどの石油化学製品の購入を強いられたほか、農地農法の改良つまり化学肥料と農薬の使用などによる土壌汚染で、水田が淡水魚の繁殖地として機能しなくなり、農民の副食の自給力をそぐことになった。
このように緑の革命には、収量の増加や都市住民に安価な穀類の供給という正の側面とは裏腹に、農民達の貧困を少なからず助長する結果を招いたという負の側面も指摘されている。ただし、これらの負の側面の指摘に対する反論もあり、このような批判とそれに対する反論を列挙する。
- 近代品種を採用した農家が必ずしも豊かになっていないことから、緑の革命は農家の所得を改善していないという批判。さらに、多収量品種によって収量は増加したが、これに対応する需要は用意されなかったため、農産物の市場価格が暴落した。このため、新品種作物の作付けを増やしてさらなる深みにはまったり、農地を担保に借金をする農家が続出したという批判。
これらの指摘は正しい。「豊作貧乏」の原理が働くために、農業における技術進歩は農民の利益には直結しないからである。しかし、これは緑の革命に責任があるのではなく、主食となる穀物については、需要が価格に対して非弾力的であり、技術進歩の恩恵が農民に行き渡らないことが基本的な原因である。よって、緑の革命が農民の所得の向上に結びつかないことを理由にそれを批判するべきではないという指摘がある[* 4]。
投機によって米価が急増した1973-84年を除けば、タイ米の国際米価の推移を調べると、緑の革命前ではほぼ安定的で、その後急激かつ継続的に減少してきた[* 4]。この傾向は、緑の革命の影響であると考えられる[* 24][* 28]。米価が下がれば、生活費が減少し都市の労働者は利益を得る。緑の革命の最大の受益者は消費者である、特に穀物の消費割合の高い貧困者家計は穀物価格の低下によって大きな利益を得たという指摘がある[* 29]。更に、彼らがより安い名目賃金で働けば、労働費の減少につながり産業発展を刺激するという考えがある[* 30]。ただし、緑の革命は経済全体の発展に対して正の影響を与えるが、実質米価が下がれば農民は全般的に損失を受ける。近代品種を採用した農家に限定すれば、新品種によって利益を受けているので、全体としての効果は必ずしも明らかにされていない[* 25]。近代品種を採用できないような劣悪な生産環境で生産を行っている農家は、技術の進歩がない一方で生産物の価格が下がるため、生活水準は悪化する。その結果、労働人口が都市に移動したり、近代品種の採用によって潤っている地域に移動することになる。なお、相対的に富裕であるアジアの農民が近代品種を採用したために、穀物の国際価格が下落し、相対的により貧困であるアフリカの農民が困窮している傾向が認められている[* 4]。
- 金持ちと貧乏な人の間ギャップを増やすという評判。 
インドは貧富の差が最も大きい国で、緑の革命により、規模が大きい農場主と規模が小さい農場主の富裕層と貧困層の格差が拡大してきた。農場主は高価な種子を販売し、利益を最大化するために農民を無料で雇うことさえある。南インドで緑の革命が実施された後、食糧を買うお金がなかったために自殺した農民がたくさんいた[19]。
- 新品種が化学肥料や農薬を必要とするために、それを購入可能な富裕な地主や大規模農家だけが潤い、購入できない小作人や小農は新品種を採用できず、何の利益も得られないという批判。
例えば、エチオピアの人道主義者アベベック・ゴベナ（en:Abebech Gobena）がフジテレビ系列『あいのり』247回でマラウイにて語った事によると、先進国からもたらされた新作物を政府からもらった地主たちが、経費削減のために小作人を解雇し大規模農場用の機械を導入した事により、失業者が増加。更に、先進国からの要望でこれらの農場がタバコやピーナッツやカカオなどの嗜好品作物のプランテーションにされ、しかも、そうして生産された作物は安い値段で取り引きされるために貧困に更に拍車をかけている[20]。ただし、タバコやピーナッツやカカオは、緑の革命とは直接関係のない作物である。また、これらは農業の機械化や大規模化や商品作物栽培や南北問題や土地所有形態や雇用形態のもたらす諸問題であり、緑の革命とは直接関係がない。
これが事実であれば、緑の革命は農村内部での所得格差を拡大するという負の効果を持つ。しかし、実際には、こうした事実は1970年代においてもほとんど確認されておらず[* 31]、1980年代においても認められていない[* 25]という調査がある。その理由として、新品種の採用による収入の増加が購入コスト以上であるために、たとえ小農や小作農でも新品種を積極的に採用した為と考えられる[* 4]。
- 生産環境の良好な地域と劣悪な地域の所得格差を拡大したという批判。
  - 確かに近代品種は灌漑のある地域や、天水田地帯でも水はけの良いような地域で高収量性を発揮し、他方、旱魃にさらされやすい傾斜地や大河の下流域では、近代品種の採用率は低い。しかし、緑の革命によって生産環境が良好な地域で賃金が上昇したため、生産環境が不良な地域から小農や土地無し労働者の地域間移動が起こった[* 25]。それによって移動労働者が所得面で利益を得たばかりでなく、生産環境不良地域では人口圧力が緩和された。地域的に移動した小農や土地無し労働者は最も貧しい階層にもともと属しており、緑の革命は間接的に彼らに利益を与えたと考えられる。しかし、労働者の地域間移動が、金銭的・精神的苦痛を伴うことを考慮すれば、緑の革命が地域間の経済的厚生水準の格差を拡大したという指摘は正しい[* 4]。
- 緑の革命によってもたらされた新品種作物の栽培には十分な水と施肥や農薬の多投が必要だが、そのために敷設された灌漑設備の不適切な管理による表土の塩類集積が大きな問題となっている。インドのパンジャブ州では6万 haのコムギ畑が塩害の被害にあったとされる[* 8]。このような塩類集積による生産性の低下という批判。
  - 化学肥料や農薬の多投が土壌を疲弊させ、収量の低下を招いたという批判に対しては、統計的にはそうした傾向は観察されていないという意見もある[* 32]。
- 新品種作物の種子代金と種子会社へのライセンス料金代金による経済的圧迫が、農家を脅かしているという批判。
  - イネの緑の革命の品種開発はほとんどが公的機関でなされた[* 15]。また、緑の革命に用いられたイネやコムギの品種はF1品種ではなく、交配によって得られたもののなかから選抜されたものを自家受粉を繰り返して形質が固定化された品種である。つまり、実った種子をまけば親と同じ形質の作物が得られるので、別の品種に切り替える、病原菌に種子が汚染された、などの特別の理由がない限り、新たに種子を購入する必要はない。しかし、新品種がトウモロコシのようにF1品種であった場合には、新品種作物が多収量を確保できるのは通常一世代限りであり、採れた種子を翌年の栽培に用いても期待通りの収量をえることができないため、毎年新たに種子を購入する必要がある。
- 緑の革命は化学肥料や農薬の需要を促し、肥料会社や農薬会社に利潤をもたらしただけであるという批判。
  - この批判には一理あるが、農民がそれらを多投したのは、それが購入費用以上の利益をもたらすと判断したからである。更に肥料の増投がなければ、高収量を確保できない点を認識する必要がある。適切な有機質肥料を投入すれば、化学肥料を多投する必要はないが、化学肥料を選択したのは農民達自身である[要出典][* 4]。
- 農薬については、使用した農民が健康を害する深刻な被害をもたらした[* 24]という批判。
  - 病虫害に強い近代品種の開発や、農薬の使用を減らす技術的知識(総合的病害虫管理、Integrated Pest Management)の普及によって事態は大幅に改善されつつある[* 4]。

以上の反論を纏めると、東南アジアや南アジア諸国では、緑の革命によってコメを始めとする穀物の生産性が飛躍的に向上し、結果としてそれが以下のように経済全体の発展を支えたということがいえる。
- 緑の革命によって穀物供給が増大し、その価格が減少したことによって都市の労働者を中心とした貧困層の経済厚生が高まった。
- 農業の効率化によって余剰となった労働者が都市に移動することによって工業化が促進された。
- 農村の最貧困層である土地なし労働者への労働需要が高まり、彼らの経済状態を改善した。

もし仮に緑の革命が起こらなかったとすれば、穀物価格は上昇し、労働者の生活水準は低下し、農村には多くの労働人口が滞留し、結果的に経済発展にブレーキがかかったであろうと推定される。
その他の批判として、それぞれの土地に古くから定着してきた栽培種が失われることにもなり、在来品種の保存も急務となっている（遺伝資源・遺伝的多様性の保全）。なお、優秀な品種の出現によって、旧来の品種が駆逐されることは従来よりあったことである。ただし環境は一様なものではなく、在来品種には様々局面に適応し得る有益な遺伝子やゲノム構造性を持つものもある、多様な遺伝子の存在は将来の育種において貴重な選択肢になるので、その保全は重要である。
緑の革命の欠点を反省材料とし、自然農法の普及に努める人々が多く出ている。ただし、有機農産物には法律に基づいた定義が存在するが、自然農法には法律に基づいた明確な定義はなく、自然農法とは栽培者や栽培団体の独自の基準に基づくものである。
一方、穀物の供給増加と価格の低下によって、森林を開墾して耕地化する動機付けが低下したために環境保全に役立ったという意見もある。これは、緑の革命がほとんど導入されていないため、既存の耕地からの食糧生産が停滞し、耕地拡大のために森林が伐採され、過剰放牧によって砂漠化が進行しているサハラ砂漠以南のアフリカの状況と、東南アジアや南アジアの状況は対照的であることからいわれている。

### 批判へのボーローグの反論
ボーローグは、緑の革命へのいくつかの批判点については真剣に懸念しているが、批判のいくつかは退けている。彼は自分の仕事について、「正しい方向である。しかし世界をユートピアにするものではない」と述べている。
緑の革命に批判的な環境ロビイストに対しては、以下の様に反論している。